# Lauderdale (Minnesota)
Pour les articles homonymes, voir Lauderdale.
Lauderdale est une ville américaine située dans le comté de Ramsey, dans le Minnesota. Selon le recensement de 2010, sa population est de 2 379 habitants.